# Auditul calității
Auditul calității (engleză Quality audit; franceză Audit qualité) reprezintă un ansamblu de activități sistematice și independente, destinate să verifice conformitatea unei situații sau unui sistem de management în raport cu un referențial prestabilit, cu scopul  de a depista abaterile față de acel referențial. Un audit al calității are ca scopuri evaluarea conformității, proceselor, produselor sau serviciilor în raport cu standarde sau documente normative (de referință). De asemenea, se poate efectua evaluarea conformității întregului sistem de management al calității sau doar a unor elemente ale acestuia în raport cu cerințe specificate. Un element de bază al auditului îl reprezintă detectarea neconformităților, stabilirea acțiunilor corective pentru eliminarea pe viitor a acestor neconformități.

## Definiții și scopul auditului calității
Termenul de audit provine de la termenul latin audio care în latină înseamnă a asculta.  În domeniul managementului calității, auditul semnifică o examinare a calității produselor, proceselor, serviciilor unei organizații sau a sistemelor calității în ansamblu. Definiția auditului formulată de către Divizia de Audit a Societății Americane pentru Calitate (American Society for Quality) este următoarea: „Auditul este o evaluare planificată, independentă și documentată pentru a determina dacă cerințele de calitate asupra cărora s-a căzut de acord sunt satisfăcute și vor continua să fie satisfăcute”. Dicționarul  Le Grand Dictionnaire Terminologique (2012) oferă următoarea definiție: „Auditul este o operație de diagnostic care este îndreptată asupra unei activități particulare sau asupra situației unei organizații, realizată cu ajutorul studiilor, examinării sistematice și verificărilor ale căror rezultate sunt evaluate în mod independent și care servește pentru a emite un aviz sau pentru a propune măsuri corective durabile”. În baza rezultatelor auditului sunt definite acțiunile corective necesare care vor identifica și elimina cauzele neconformităților constatate. Standardele SR EN ISO 9000:2006 și ISO 19011/2011 definesc astfel termenii referitori la audit:
1. Auditul calității este un proces sistematic, independent și documentat în scopul obținerii de dovezi de audit  și al evaluării lor cu obiectivitate pentru a determina măsura în care sunt îndeplinite criteriile de audit.
2. Dovezile de audit sunt înregistrări, enunțarea faptelor sau alte informații care sunt relevante în raport cu criteriile de audit și sunt verificabile.
3. Criteriile de audit sunt un ansamblu de politici, proceduri sau cerințe utilizate ca referință.

Auditul poate fi realizat: 
- În scopuri interne - pentru informarea conducerii organizației și creșterea încrederii acesteia că procesul este stăpânit și că  obiectivele declarate ale sistemului calității sunt atinse. Este un audit așa-numit „de primă parte”, fiind efectuat de specialiștii în audit ai organizației.
- În scopuri externe -pentru informarea clienților externi și creșterea încrederii  lor în produsele și serviciile furnizate de organizație (audit „de secundă parte”). De asemenea, auditul extern poate fi efectuat de organisme de certificare competente, la solicitarea organizației, la cererea unor clienți sau a unor organisme neutre, asupra cărora s-a căzut de acord printr-un contract (audit „de terță parte”). Auditul efectuat de organisme de certificare poate realiza certificarea independentă a produsului, procesului sau sistemului auditat.

Auditul nu trebuie confundat cu „supravegherea calității” sau cu „inspecția”, activități care sunt efectuate în scopul de a controla procesul sau de a accepta produsul.
Auditurile se efectuează în toate domeniile și aspectele în relație cu calitatea. Astfel se disting:
- Auditul de produs are rolul de a verifica dacă produsul realizat îndeplinește cerințele prescrise de calitate. Se efectuează după ce s-au terminat activitățile de inspecție, la produsul gata de livrare. La baza auditului de produs stă documentația de fabricație, fișele de încercări, de inspecție etc.
- Auditul de proces are ca scop să estimeze dacă cerințele procesului specificate în instrucțiunile de lucru, procedurile și normele pentru desfășurarea procesului de fabricație sunt corespunzătoare pentru atingerea obiectivelor de calitate. La baza auditului de proces stau procedurile/instrucțiunile de lucru, documentația tehnologică, cerințele pentru calificarea personalului, documentele de  supraveghere a proceselor. Scopul unui audit de proces poate fi un proces unic, de exemplu, marcare, matrițare, acoperire metalică, montare sau instalare. Auditarea unui proces nu este o auditare de produs.
- Auditul  sistemului calității are ca scop aprecierea eficacității sistemului de management al calității în organizația respectivă, efectuat de personal din interiorul sau exteriorul  organizației. Prin auditul de sistem se determină dacă cerințele pentru sistem (manualul calității, politicile companiei, standardele, reglementările etc.) sunt satisfăcute. Reprezentanții guvernamentali efectuează audituri obligatorii asupra centralelor nucleare, liniilor aeriene și producătorilor de dispozitive medicale, pentru a oferi asigurarea securității pentru public.
- Auditul politicii în domeniul calității - pentru a verifica faptul că politicile documentate promulgă cerințele standardului și obiectivele afacerii.[4]
- Auditul organizației - se verifică dacă organizația este echipată și are resurse pentru a aplica politicile calității și a îndeplini obiectivele declarate.

Auditurile calității se efectuează în baza unor documentații ca: proceduri, chestionare, înregistrări etc., de aceea constituie un ansamblu de activități „documentate”. Auditurile interne ale calității sunt de obicei planificate și organizate de compartimentul „Asigurarea calității”. Responsabilul pentru calitate al organizației selecționează obiectivele auditului intern și compartimentele de auditat, în funcție de dificultățile existente. Elementele sistemului calității trebuie auditate așa  cum este stabilit în planul auditurilor interne. Frecvența auditurilor calității, specificată în planul auditurilor va depinde de stadiul de implementare a sistemului calității. În stadiile inițiale, auditurile calității trebuie efectuate frecvent, de exemplu o dată pe trimestru. După implementarea sistemului, frecvența auditurilor interne trebuie să fie de cel puțin un audit pe an.
Organizațiile își pot realiza auditurile în două moduri:
- se programează fiecare compartiment pentru audit și apoi se verifică toate cerințele din standardele ISO 9000 care se aplică acelui compartiment; acesta reprezintă un audit funcțional;
- se planifică pentru audit toate cerințele standardelor ISO 9000 și apoi se verifică compartimentele la care se aplică acea cerință; acesta reprezintă un audit de cerințe.

## Etapele auditului calității
Auditul poate fi efectuat de o echipă de audit condusă de un șef de echipă sau uneori de o persoană. In primul caz,  un auditor șef (șeful de echipă) este investit cu responsabilitatea generală a conducerii auditului în toate fazele sale. La efectuarea auditului  se utilizează o listă de verificare tipizată sub forma unui chestionar de audit, la care fiecare răspuns al personalului auditat poate fi cuantificat gradual, de la un scor maxim până la unul minim admisibil. Întrebările chestionarului sunt specifice și nu generale, detaliind sistemul calității supus auditării și ținând seama de natura produselor, de structura organizatorică a organizației etc.
Etapele auditului calității sunt următoarele:
- planificarea auditului presupune inițierea auditului, stabilirea obiectului auditului, a frecvenței lui și analiza preliminară a documentației;
- pregătirea auditului implică elaborarea unui plan de audit, organizarea echipei de audit și stabilirea documentelor de lucru ce vor fi utilizate în timpul auditului. Planul de audit descrie activitățile și acordurile pentru audit;
- efectuarea auditului presupune: organizarea ședinței de deschidere, examinarea sistemului de management și detectarea deficiențelor de sistem, organizarea ședințelor intermediare, elaborarea raportului de audit, organizarea ședinței de închidere; în efectuarea auditului se poate apela la fișe-chestionar de audit (check list);
- raportarea auditului are ca scop elaborarea raportului de audit care urmează să fie adus la cunoștința personalului care are responsabilități în zona auditată. Baza raportului de audit este constituită din dovezile de audit și metodele de selectare a dovezilor. În raport se includ neconformitățile/conformitățile, constatări, respectări/nerespectări, defecte etc.;
- urmărirea implementării acțiunilor corective - revine organizației auditate. Principalul rezultat al auditului constă în elaborarea unui „plan de acțiuni corective și preventive”, incluzând eventual efectuarea unor „audituri de verificare”.

Se recomandă repetarea periodică a auditului și evidențierea scorului global de audit, în contextul evoluției dinamice a cerințelor pieței/clienților referitoare la calitate.
În standardul SR EN ISO 9001:2008 se menționează, în paragraful 8.2.2, cerințele pentru auditul intern. Acest standard specifică faptul că în programul (planul) de audit trebuie definite criteriile, domeniul de aplicare, frecvența și metodele auditului.
Standardul SR EN ISO 19011-2011: Ghid pentru auditarea sistemelor de management al calității prevede îndrumări-ghid pentru toate tipurile de audit al sistemelor de management. Standardul internațional ISO 19011:2018 introduce, față de edițiile precedente,  definția unui nou principiu de auditare: „Abordarea bazată pe risc este o abordare a auditului care ia în considerare riscurile și oportunitățile. Abordarea bazată pe risc ar trebui să influențeze în mod real planificarea, conducerea și raportarea auditurilor, pentru a asigura că auditurile sunt concentrate pe subiecte care sunt semnificative pentru auditat și pentru atingerea obiectivelor programului de audit.”

## Legături externe
- en Australian Quality Auditing Agency
- en Safety Management Consultants